# Michael Stean
Michael Francis Stean (Londres, 4 de setembre de 1953) és un escaquista, escriptor de llibres d'escacs i comptable fiscal anglès, que té el títol de Gran Mestre des de 1977.

## Primers anys i carrera juvenil
Stean va néixer el 4 de setembre de 1953 a Londres. Va aprendre a jugar als escacs abans dels cinc anys, desenvolupant un talent prometedor que el va dur a obtenir diverses victòries rellevants per edats, inclosos els títols de Londres sub-14 i britànic sub-16.
Hi va haver més progrés el 1971, quan va quedar tercer en un esdeveniment juvenil a Norwich (darrere de Sax i Tarjan, dos altres jugadors joves amb un futur brillant). El 1973, va poder encapçalar un torneig a Canterbury (per davant d'Adorjan) i va començar a créixer l'especulació que Anglaterra tenia un altre corredor potencial en la carrera per convertir-se en el primer Gran Mestre del país. Els seus companys van ser Ray Keene, a qui Stean coneixia de la Universitat de Cambridge i Tony Miles, que finalment es va endur el guardó. El 1973 també va ser l'any en què Stean va entrar al Campionat Mundial d'escacs júnior (a Teesside) i va acabar tercer darrere de Miles i el vencedor del torneig Alexander Beliavsky (per davant de Larry Christiansen). Curiosament, tant Stean com Miles van derrotar Beliavsky, però no van poder igualar la seva crueltat en despatxar els oponents inferiors.

## Carrera d'escacs
A nivell nacional, va empatar al primer lloc al campionat britànic d'escacs el 1974, però va perdre el play-off davant George Botterill. En la primera de les seves cinc Olimpíades d'escacs a Niça el 1974, va guanyar el premi a la millor partida de l'Olimpíada, pel seu èxit contra Walter Browne. La seva següent Olimpíada va ser encara més reeixida; medalles d'or individuals i de bronze per equips a Haifa 1976. Les seves actuacions en aquests esdeveniments mai van tenir una puntuació inferior al 50%.
Els títols de Mestre Internacional i de Gran Mestre Internacional els va obtenir el 1975 i el 1977 respectivament.
A Londres l'any 1977, Stean va perdre una partida blitz contra un programa d'ordinador (CHESS 4.6), convertint-lo en el primer Gran Mestre a perdre una partida amb un ordinador. Les jugades, amb Stean jugant les negres, van ser: 1.e4 b6 2.d4 Ab7 3. Cc3 c5 4.dxc5 bxc5 5. Ae3 d6 6. Ab5+ Cd7 7. Cf3 e6 8. OO a6 9. Axd7+ Dxd7 10. Dd3 Ce7 11. Tad1 Td8 12. Dc4 Cg6 13. Tfe1 Ae7 14. Db3 Dc6 15. Rh1 OO 16. Ag5 Aa8 17. Axe7 Cxe7 18.a4 Tb8 19. Da2 Tb4 20.b3 f5 21. Cg5 fxe4 22. Ccxe4 Txf2 23. Txd6 Dxd6 24. Cxd6 Txg2 25. Cge4 Tg4 26.c4 Cf5 27.h3 Cg3+ 28. Rh2 Txe4 29. Df2 h6 30. Cxe4 Cxe4 31. Df3 Tb8 32. Txe4 Tf8 33. Dg4 Axe4 34. Dxe6+ Rh8 35. Dxe4 Tf6 36. De5 Tb6 37. Dxc5 Txb3 38. Dc8+ Rh7 39. Dxa6 1-0. Després de les 27 h3, Stean va exclamar: "Aquest ordinador és un geni!"
En tornejos internacionals, va competir amb èxit a Montilla 1976 (2n= amb Kavalek i Calvo després de Karpov), Montilla 1977 (3r després de Gligorić i Kavalek), Londres 1977 (2n= amb Mestel i Quinteros després d'Hort), Vršac 1979 (1r), Smederevska Palanka 1980 (1r) i Beersheba 1982 (1r).
Durant aquest període, Stean sovint va haver de deixar de banda les seves pròpies ambicions de joc, ja que estava compromès amb l'equip de segons de Viktor Korchnoi per a les campanyes del campionat del món els anys 1977–78 i 1980–81. En molts aspectes, les associacions que es van desenvolupar van tenir un èxit raonable; Korchnoi va deixar de banda alguns candidats rivals poderosos com Boris Spassky, Robert Hübner i Lev Polugaevsky en el camí cap a les seves dues finals amb Karpov. El paper de Stean es va relacionar principalment amb la preparació de l'obertura i ell i Korchnoi es van fer bons amics.

## Escriptura
Mentre jugava als escacs, va escriure dos llibres: Sicilian Najdorf (Batsford, 1976) i Simple Chess (Faber, 1978). Ambdós llibres van tenir una bona acollida i aquest últim s'ha fet conegut com un clàssic dels escacs, essent reeditat molts anys més tard (edició algebraica reimpresa - Dover, 2003). Simple Chess es concentra en idees i estratègies posicionals senzilles i mostra com es poden desenvolupar amb l'ajut de partides de mostra. També va contribuir amb una llarga introducció al llibre de Bent Larsen sobre el Campionat del Món de 1978.
- Stean, Michael. Sicilian, Najdorf.  Batsford, 1976. ISBN 0-7134-0098-6.
- Stean, Michael. Simple Chess.  Dover Publications, 2003. ISBN 978-0-486-42420-0.

## Retirada dels escacs
El 1982, amb 29 anys i més o menys en el seu millor moment als escacs, Michael Stean es va retirar dels escacs per convertir-se en comptable fiscal; una decisió de la qual no sembla haver-se lamentat, ja que no hi ha hagut cap intent de tornar a jugar als escacs en els anys posteriors. Es va unir als consultors fiscals Casson Beckman a principis de 1984.
Stean, però, va exercir durant un temps com a gerent de Nigel Short.

## Partida notable
- Stean-Browne, 1-0, Olimpíada de Niça 1974, Siciliana Najdorf : la partida amb què Stean va guanyar el Premi Turover a la "millor partida" de l'Olimpíada de 1974.